# ChIP-on-Chip
Ein ChIP-on-Chip oder ChIP-Chip (von engl. Chromatin-Immunoprecipitation Chip) ist eine biochemische Methode zur Bestimmung von Protein-DNA-Interaktionen. Der ChIP-on-Chip ist eine Kombination aus einer Chromatin-Immunpräzipitation und der Hybridisierung mit einem DNA-Microarray (synonym DNA-Chip). DNA-Protein-Interaktionen kommen bei Bindungssequenzen für Transkriptionsfaktoren, Promotoren, Enhancer, Repressoren, Silencer, Isolatoren sowie bei Bindungssequenzen für die DNA-Replikation vor.

## Eigenschaften
Das gereinigte rekombinante Protein wird entweder mit der gereinigten DNA vermischt (in vitro) oder das rekombinante Protein wird in vivo in einem GVO erzeugt und nach Bindung an die zelluläre DNA per Zellaufschluss freigesetzt. Daraufhin werden das Protein und die bindende DNA mit Formaldehyd reversibel quervernetzt. Durch Beschallung mit Ultraschall oder durch einen Verdau mit einer DNase aus Micrococcus sp. wird die DNA fragmentiert. Anschließend erfolgt eine Immunpräzipitation der vernetzten Protein-DNA-Komplexe mit einem Antikörper gegen das rekombinante Protein oder sein Protein-Tag. Durch Erhitzen wird die DNA aus den Komplexen freigesetzt und mit dem Microarray hybridisiert und gefärbt. Abschließend werden die Sequenzen der hybridisierten DNA anhand ihrer Position auf dem Microarray bestimmt.
Ein Problem der Methode ist bei der Immunpräzipitation eine mangelnde Reinheit des DNA-bindenden Proteins, die zu falsch positiven Ergebnissen führen kann. Ebenso ist eine hohe Spezifität des Antikörpers notwendig, da heterophile Antikörper ebenfalls zu falsch positiven Ergebnissen führen können. Beim Microarray kann eine mangelnde Effizienz der Hybridisierung zu falsch negativen Ergebnissen führen.
Eine Alternativmethode ist die ChIP-Seq, welche die Chromatin-Immunpräzipitation mit der DNA-Sequenzierung im Hochdurchsatz verbindet. Durch eine parallele Verwendung beider Methoden können systematische Fehler der Methoden teilweise gemindert werden.